# TNFSF13
TNFSF13 (англ. TNF superfamily member 13) – білок, який кодується однойменним геном, розташованим у людей на короткому плечі 17-ї хромосоми. Довжина поліпептидного ланцюга білка становить 250 амінокислот, а молекулярна маса — 27 433.
| 10         |  | 20         |  | 30         |  | 40         |  | 50         |
| ---------- |  | ---------- |  | ---------- |  | ---------- |  | ---------- |
| MPASSPFLLA |  | PKGPPGNMGG |  | PVREPALSVA |  | LWLSWGAALG |  | AVACAMALLT |
| QQTELQSLRR |  | EVSRLQGTGG |  | PSQNGEGYPW |  | QSLPEQSSDA |  | LEAWENGERS |
| RKRRAVLTQK |  | QKKQHSVLHL |  | VPINATSKDD |  | SDVTEVMWQP |  | ALRRGRGLQA |
| QGYGVRIQDA |  | GVYLLYSQVL |  | FQDVTFTMGQ |  | VVSREGQGRQ |  | ETLFRCIRSM |
| PSHPDRAYNS |  | CYSAGVFHLH |  | QGDILSVIIP |  | RARAKLNLSP |  | HGTFLGFVKL |
|            |  |            |  |            |  |            |  |            |

A: Аланін

C: Цистеїн

D: Аспарагінова кислота

E: Глутамінова кислота

F: Фенілаланін

G: Гліцин

H: Гістидин

I: Ізолейцин

K: Лізин

L: Лейцин

M: Метіонін

N: Аспарагін

P: Пролін

Q: Глутамін

R: Аргінін

S: Серин

T: Треонін

V: Валін

W: Триптофан

Кодований геном білок за функцією належить до цитокінів. 
Задіяний у таких біологічних процесах, як імунітет, альтернативний сплайсинг. 
Секретований назовні.